# Municipio de Sulphur (Arkansas)
El municipio de Sulphur (en inglés: Sulphur Township) es un municipio ubicado en el condado de Miller en el estado estadounidense de Arkansas. En el año 2010 tenía una población de 1496 habitantes y una densidad poblacional de 3,96 personas por km².

## Geografía
El municipio de Sulphur se encuentra ubicado en las coordenadas 33°6′53″N 93°57′28″O / 33.11472, -93.95778. Según la Oficina del Censo de los Estados Unidos, el municipio tiene una superficie total de 378.1 km², de la cual 372,98 km² corresponden a tierra firme y (1,35 %) 5,11 km² es agua.

## Demografía
Según el censo de 2010, había 1496 personas residiendo en el municipio de Sulphur. La densidad de población era de 3,96 hab./km². De los 1496 habitantes, el municipio de Sulphur estaba compuesto por el 86,36 % blancos, el 11,23 % eran afroamericanos, el 1,14 % eran amerindios, el 0,07 % eran asiáticos, el 0,47 % eran de otras razas y el 0,74 % eran de una mezcla de razas. Del total de la población el 1,34 % eran hispanos o latinos de cualquier raza.